# تپه لعل‌آباد
تپه لعل آباد مربوط به عصر مفرغ - دوره سلجوقیان است و در شهرستان کرمانشاه، بخش مرکزی، دهستان میان دربند، حاشیه غربی روستای لعل آباد واقع شده و این اثر در تاریخ ۲۵ آبان ۱۳۸۷ با شمارهٔ ثبت ۲۳۸۶۱ به‌عنوان یکی از آثار ملی ایران به ثبت رسیده است.